# Водный мир
«Водный мир» (англ. Waterworld) — кинофильм, постапокалиптический фантастический боевик, снятый в 1995 году на основе оригинального сценария Питера Рейдера, который он написал в 1986 году.
Слоган фильма — «За горизонтом лежит секрет нового начала».

## Сюжет
В 2500 году резкое повышение уровня моря более чем на 7600 метров привело к затоплению всех континентов Земли. Оставшиеся в живых представители человечества вынуждены влачить жалкое существование на относительно устойчивых плавучих атоллах, давно утратив всякую память о жизни на суше. Хотя миф о легендарной «Земле» продолжает жить, но до сих пор её никто не смог найти. Главный герой фильма по прозвищу Моряк (Кевин Костнер) странствует на своём тримаранe. Ему встречаются разные люди — менялы, торговцы смолой, рыбой и т. д. Все обитатели Водного мира опасаются коварных бандитов «курильщиков» (в разных переводах известны как «коптильщики», «дымовики», «окурки» и «укурки») (англ. smokers), которых прозвали так за то, что они передвигаются на моторных видах транспорта и за постоянное курение сигарет. Они ищут сушу и не останавливаются ни перед чем в её поисках. Они грабят простых мореходов, бороздящих океан в поисках товара и пропитания. Кроме того, они разграбили и уничтожили множество поселений мирных людей. Более всего ценятся в водном мире земля (почва), земные растения, пресная вода.
Моряк приплывает на Атолл («добропорядочная» колония посреди океана), чтобы продать землю, добытую при нырянии, но его принимают за шпиона курильщиков, при задержании обнаруживают у него жабры и приговаривают его как мутанта и «опасного шпиона» к утоплению в некоем бассейне с жижей, куда бросают трупы «на переработку», чтобы потом он стал частью плодородной почвы. Однако казнь срывается — Атолл штурмуют «курильщики», в общей суматохе главный герой спасается не без помощи местных жителей — девушки Хелен и маленькой девочки Энолы. Хелен рассчитывает, что Моряк отвезёт их к суше — ведь он привозил откуда-то землю на продажу. Глава «курильщиков» пастор Дьякон узнаёт, что на спине у Энолы вытатуированы закодированные координаты суши. Две попытки «курильщиков» захватить Моряка с помощью гидроплана и засады у посёлка мусорщиков срываются. Узнав, в чём причина внимания курильщиков к нему и его спутницам, Моряк погружается с Хелен под воду в водолазном колоколе, чтобы показать ей, откуда на самом деле он брал почву, и развеять тем самым её веру в сушу. Внизу оказывается затопленный город. Поднявшись, герои обнаруживают, что люди Дьякона захватили тримаран. Моряк и Хелен спасаются под водой, Дьякон увозит Энолу и сжигает тримаран.
Друг Хелен из Атолла, «учёный» Грегор, находит Моряка и её и отвозит их к месту сбора беженцев с Атолла. Никто не знает, как расшифровать татуировку Энолы. Моряк указывает, что полюса планеты поменялись, и даёт правильную расшифровку этой карты. Он в одиночку поджигает базу курильщиков (супертанкер «Эксон Валдиз» с запасами нефти) и освобождает Энолу. Беженцы находят сушу и узнают, что эта суша — вершина Эвереста. Также они находят дом, где лежат два скелета, татуировочные принадлежности и рисунки, похожие на рисунок Энолы. Девочка узнаёт свой дом. Беженцы с Атолла поселяются на обетованной земле, но Моряк, хотя уже и привязался к Хелен и Эноле, не в силах оставаться на суше: он берёт одну из лодок и снова уплывает в море.

## В ролях
| Актёр            | Роль                       |
| ---------------- | -------------------------- |
| Кевин Костнер    | моряк «Одиссей»            |
| Денис Хоппер     | дьякон                     |
| Джинн Трипплхорн | Хелен                      |
| Тина Мажорино    | Энола                      |
| Майкл Джетер     | старик Грегор              |
| Джек Блэк        | пилот самолёта курильщиков |
| Роберт ЛаСардо   | Смитти                     |
| Рик Авилес       | страж ворот Атолла         |
| Шон Уэйлен       | Боун                       |
| Ли Аренберг      | Дженг                      |
| Ким Коутс        | торговец                   |

## История создания
Сценарий к фильму впервые был написан Питером Рейдером в 1986 году под сильным впечатлением от «Безумного Макса». В последующем к работе над сценарием подключился Дэвид Туи. При поиске актёра на роль Дьякона у съёмочной группы возникли затруднения, так как многие актёры, среди которых были Джин Хэкмен и Гэри Олдмен, отказывались играть главаря курильщиков. В конечном счёте на роль согласился Деннис Хоппер.
Изначально Кевин Рейнольдс и Кевин Костнер планировали бюджет около 100 млн долларов. Однако в окончательном варианте бюджет «Водного мира» составил 175 млн долларов, что сделало его одним из самых дорогих фильмов в истории на момент выхода фильма в 1995 году. Сборы фильма составили 264 млн долларов, что не покрыло затрат на производство ленты и тем более затрат на маркетинг.

## Премии и номинации
| Год  | Премия         | Категория                  | Фильм или сериал                            | Результат |
| ---- | -------------- | -------------------------- | ------------------------------------------- | --------- |
| 1996 | Золотая малина | Худший актёр второго плана | Денис Хоппер                                | Победа    |
| 1996 | Оскар          | Лучший звук                | Стив Маслоу, Грегг Ландакер и Кит А. Вестер | Номинация |
| 1996 | BAFTA          | Лучшие спецэффекты         |                                             | Номинация |

## Режиссёрская версия
Существует режиссёрская версия фильма, с дополнительными сценами:
- Перед прибытием Моряка на Атолл местные жители не хотят пускать старика-индуса.
- Пока Моряк сидит в клетке, старейшины Атолла решают, что с ним делать. Один из них, обыскав тримаран, подозревает героя в принадлежности к курильщикам и показывает якобы орудия пыток, которыми являются Йо-Йо (Yo-Yo/Ё-Ё), эспандер для бёдер и кларнет. Хелен возражает против убийства героя и навлекает на себя гнев остальных.
- Во время нападения на Атолл старуха призывает отдать курильщикам Энолу.
- Клерк сообщает Дьякону о добыче.
- Моряк объясняет Хелен, почему извлекает воду из мочи, а не из морской воды.
- Дьякон разговаривает с пилотом гидроплана, засёкшего тримаран, но потерявшего стрелка. Там же можно заметить, что у Дьякона в каюте есть работающий телевизор — показывают запись игры в гольф.
- Моряк на глазах у Хелен и Энолы один съедает последний помидор.
- После того как Грегор привозит Моряка и Хелен к остальным выжившим, Моряк ненадолго уплывает от них к своей лодке, находит в трюме журналы (этот момент в прокатной версии предшествует появлению Грегора), после чего возвращается и спасает всех от двух курильщиков, завладев гидроциклом одного из них.
- Моряк находит танкер курильщиков по огненному следу, сжигая второй гидроцикл.
- Влетев на гидроцикле в трюм и раздавив курильщика, Моряк оказывается в толпе его товарищей, которые, не узнав его, решают, что произошёл несчастный случай, и спокойно расходятся, равнодушные к гибели товарища.
- Перед тем как Моряк уплывает с острова, Хелен дарит ему имя — Улисс (Одиссей). Он принимает его.
- В самом конце фильма показывается сцена с Хелен и Энолой, стоящими на вершине горы и наблюдающими отплытие Моряка. Далее показывается мемориальная доска о том, что это вершина горы Эверест (и про покорителей вершины новозеландского и непальского альпинистов Эдмунда Хиллари и Тэнцинга Норгея).

Тем не менее, в режиссёрской версии, вероятно, в целях цензуры, отсутствуют некоторые сцены, изначально вошедшие в театральную версию:
- Сокращён момент, где моряк непосредственно «наполняет» емкость мочой для дальнейшей очистки.
- Сокращён момент, где Дьякон стреляет во второго пленника при допросе.
- Отсутствует момент, в котором показана обнажённая Хелен в полный рост со спины.
- Сокращён момент, в котором гарпун протыкает пулемётчика на самолёте.
- Сокращён момент, где Дьякон предлагает Эноле закурить.
- Обсценная лексика заменена менее грубой.

## Третья версия
Существует третья версия фильма продолжительностью 2:57:13 (режиссёрская имеет продолжительность 2:56:01) под названием «Ulysses» Cut. В неё вернули практически все сцены, которые были вырезаны из режиссёрской версии. Эта версия была выпущена для европейских кабельных операторов (режиссёрская, она же телеверсия, была выпущена для кабельных операторов США).
В январе 2019 года на blu-ray.com появилось издание со всеми вышеперечисленными версиями (театральная 2:15:06, телевизионная 2:56:01 и Ulysses 2:57:13) на трёх дисках.

## Другие медиа

### Домашние СМИ
Водный мир был выпущен на DVD 1 ноября 1998 года, на Blu-Ray 20 октября 2009 года, а на 4K Blu-Ray 9 июля 2019 года.

### Новелла
Новеллизация была написана Максом Алланом Коллинзом и опубликована издательством Arrow Books. Книга более подробно описывает мир фильма.

### Книга комиксов
В качестве продолжения появилась мини-серия комиксов из четырёх выпусков под названием «Водный мир: Дети Левиафана», нарисованное Кевином Кобашичем, которая была выпущена Acclaim Comics в 1997 году. История раскрывает некоторую предысторию Моряка, поскольку он собирает подсказки о том, откуда он пришёл и чем он отличается. Комикс расширяет возможную причину таяния полярных ледников и всемирного наводнения, а также представляет нового злодея, «Левиафана», который снабжал организацию Курильщика Дьякона. Комикс намекает на возможность того, что мутация Моряка может быть вызвана не эволюцией, а генной инженерией, и что его происхождение может быть связано с происхождением «Моряка», морского чудовища, увиденного во время сцены рыбалки в фильме.

### Видеоигра
Видеоигра по фильму была выпущена для SNES, Game Boy, Virtual Boy и ПК. Также должен был быть релиз для Genesis, но она была отменена и была доступна только на Sega Channel. Также планировалась версия для Sega Saturn, и разработка была завершена, но, как и её аналог для Genesis, она была отменена перед выпуском. Релизы SNES и Game Boy были доступны только в Великобритании и Австралии. Версия для ПК была выпущена Interplay.

### Пинбол
Фильм был переделан в нескольких формах, включая пинбольный автомат, изданный Gottlieb Amusements (позже Premier, но оба ныне несуществующие) в 1995 году.

### Аттракционы тематического парка
По мотивам фильма есть аттракционы в Universal Studios Hollywood, Universal Studios Japan и Universal Studios Singapore. Сюжет аттракциона разворачивается после фильма, когда Хелен возвращается на Атолл с доказательством существования суши, но обнаруживает, что за ней следует Дьякон, который выжил после событий фильма. За ним прибывает Моряк, побеждает Дьякона и забирает Хелен обратно в сушу, пока Атолл взрывается.

### Телесериал
В июле 2021 года было объявлено, что Universal Cable Productions разрабатывают телесериал, в качестве продолжения фильма, режиссёром которого будет Дэн Трахтенберг.